# Plaza de España (Bruselas)
La plaza de España (en francés: Place d'Espagne; en neerlandés: Spanjeplein) es una plaza pública en el centro de Bruselas, Bélgica ubicada entre la Grand-Place y la estación Central de Bruselas.

## Ubicación
La Plaza de España está ubicada en el centro de Bruselas, entre el bulevar de la Emperatriz (Boulevard de l'Impératrice) al este y la calle Marché aux Herbes al oeste. La plaza es totalmente peatonal y por debajo de la plaza contiene estacionamiento subterráneo. La plaza está rodeada de edificios estilo neobarroco.

## Historia
La plaza fue creada como parte de un proyecto inmobiliario para deshacerse del estacionamiento en la zona más cercana a la plaza central de Grand-Place.
Desde 2006, la plaza también tiene el nombre del personaje del dibujo animado Marsupilami, denoniminada la plaza Marsupilami (Place Marsupilami o Marsupilamiplein).

## Monumentos
En el centro de la plaza se encuentran las estatuas de Don Quijote de la Mancha y Sancho Panza, réplicas exactas de las estatuas instaladas en la plaza de España de Madrid, obras del escultor español Lorenzo Coullaut Valera. La estatua de Don Quijote mide 4,50 metros de alto y la de Sancho Panza mide 3,70 metros y juntas pesan unas tres toneladas. Las estatuas fueron un regalo de la capital española a la ciudad de Bruselas y fueron inauguradas en mayo de 1989. Las estatuas costaron 15 millones de pesetas.
En 1995 se instaló en la plaza una estatua que representa al músico húngaro Béla Bartók, obra de Imre Varga.

## Galería

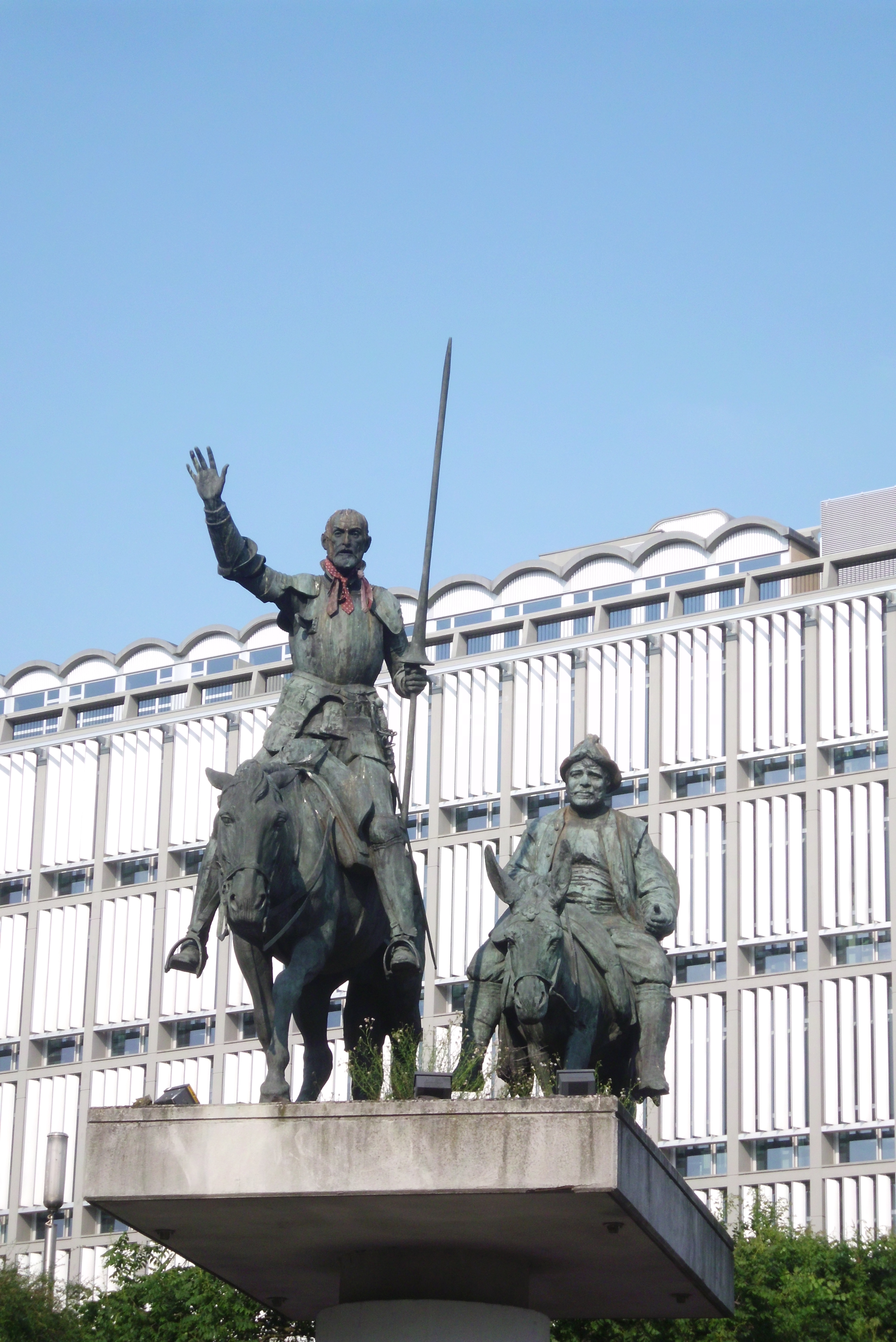
Estatuas de Don Quijote de la Mancha y Sancho Panza
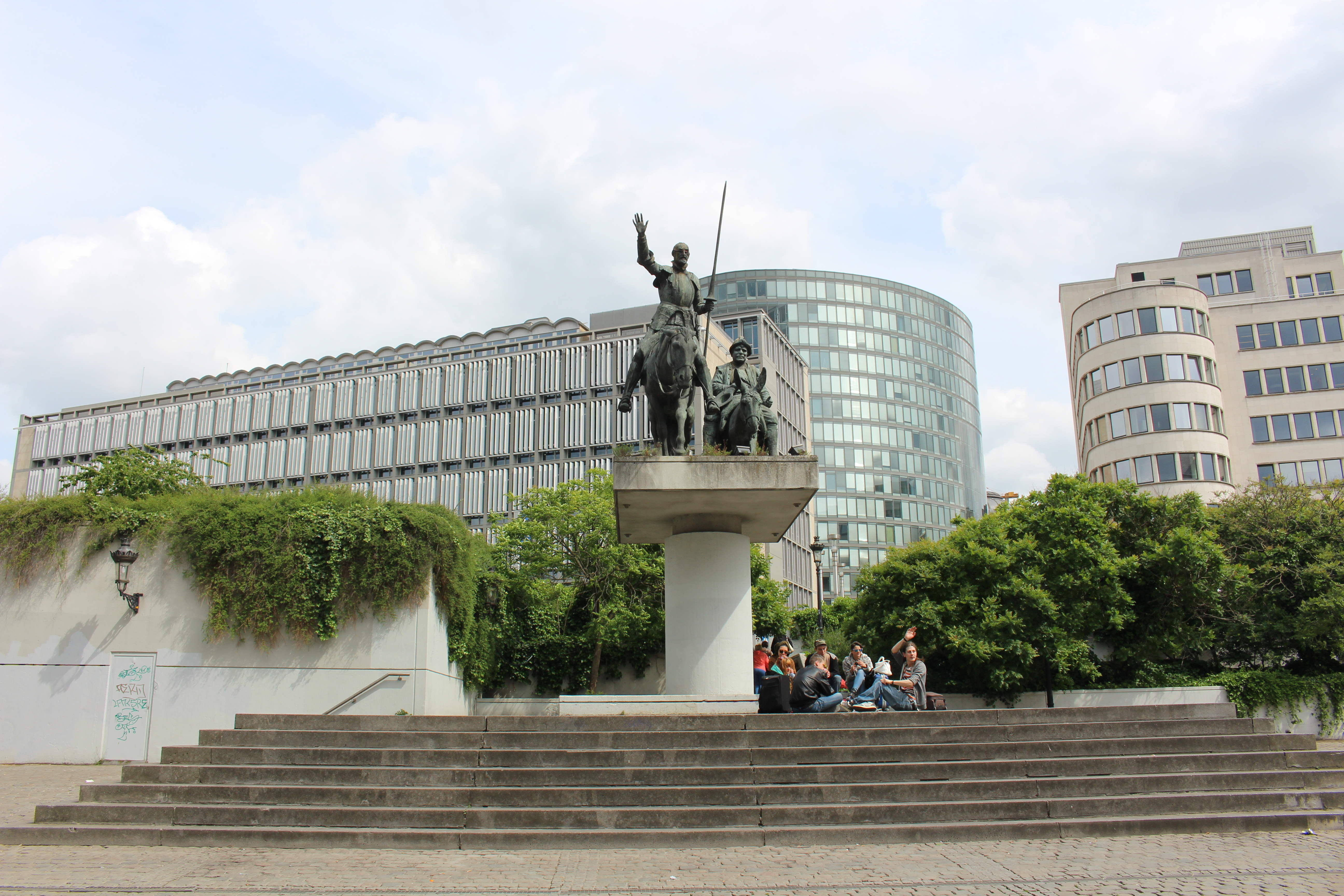
Vista de la plaza y estatuas